# Nuselský SK
Nuselský SK byl český fotbalový klub s významnou minulostí. Původní hřiště, ještě před první světovou válkou, měl v Nuselském údolí, poblíž dnešní Folimanky. Další hřiště bylo za Nuselskou mlékárnou, spolu s Olympií Nusle (která též v době 1. ČSR aspirovala na postup do první ligy, stejně jako další klub Viktoria Nusle, který jednou dokonce 2. ligu vyhrál, avšak jeho dřevěný stadionek v místech dnešního sídliště Pankrác II nebyl na nejvyšší soutěž připravený). Pro spolkovou činnost a schůze fotbalové kluby tehdy využívaly služeb nové moderní nuselské restaurace "Na Paloučku".  Po druhé světové válce měl "Nuselský" hřiště v místech dnešního Motokovu za "Arkádami" na Pankráci (v Runczikově ulici). Od roku 1957 tam působil pod názvem TJ Slavoj Praha, později Slavoj PPM. Na rozdíl od SK Nuslí, které v roce 1968 využily návratu k původnímu názvu, u "Nuselského" se to ani tehdy nepodařilo. Naposledy Slavoj působil na hřišti ve Vyskočilově ulici (nad Brumlovkou). V roce 2003 se FK Slavoj sloučil s AFK Podolí do AFK Slavoj Podolí, který začal hrát na Kavčích horách. V Nuslích dodnes působí další známý klub SK Nusle.

## Historie
Klub byl založen v roce 1909 jako Nuselský SK (Sportovní kroužek). Od 27. února 1912 působil jako Nuselský SK (Sportovní klub). V roce 1922 se účastnil Mistrovství Českého svazu fotbalového 1922 ve Středočeské župě, kde obsadil 9. místo ze 14 nejlepších středočeských klubů.
V letech 1922 - 1924 hrál v I. třídě Středočeské župy (v té době nejkvalitnější československá soutěž) a poté v nově zřízené asociační první lize. Nejlepším umístěním bylo čtvrté místo za Spartou, Slavií a Viktorkou Žižkov. V roce 1923 podnikl klub slavný zájezd do Španělska a Portugalska, během kterého porazil např. Benficu Lisabon 5:2 a Valencii CF (4:0 a 2:1), remizoval se Sportingem Lisabon (3:3), Belenenses Lisabon (2:2) a Valencií CF (4:4). V té době již v tehdejších Nuslích, které měly více než 50 000 obyvatel, působila řada dalších fotbalových klubů (SK Nusle, Viktoria Nusle, Olympia Nusle a Union Nusle). A také Sokol Nusle, jehož uplatnění v oblasti kopané znesnadňovala absence vlastního fotbalového hřiště.
Po vzniku ligové soutěže v roce 1925 byl Nuselský SK po tři sezóny jejím účastníkem. Pozoruhodné bylo již 8. března 1925 vítězství 8 : 0 nad ČAFC Vinohrady, prvoligové mistrovské utkání, v němž nuselák Jan Jansa vstřelil 7 branek. Po sestupu působil Nuselský SK v druhé nejvyšší soutěži až do sezóny 1942/43 (II. liga respektive Středočeská divize). Návrat do druhé ligy se Slavoji podařil v sezóně 1963/64, kdy "Nuselský" dirigoval bývalý Sparťan Josef Crha. Většinu domácích zápasů hostilo hřiště Slavoje Vyšehrad u Jedličkova ústavu v Nuslích, s tehdejší kapacitou 4 000 míst na provizorní tribuně. Kvalifikační zápas o účast v české národní lize s FK Jablonec nad Nisou v Praze proběhl v roce 1967 na stadionu SK Nuslí na Děkance před návštěvou 6 000 platících diváků. 
Barvy Nuselského sportovního klubu byly modrá a bílá, dresy modrobílé, vodorovně pruhované.

### Historické názvy
Zdroj: 
- 1909 – Nuselský SK (Nuselský sportovní klub)
- 1950 – Slavoj PPM (Slavoj Pražský průmysl masný)
- 1957 – TJ Slavoj Praha (Tělovýchovná jednota Slavoj Praha)
- 1993 – FK Slavoj Praha (Fotbalový klub Slavoj Praha)
- 2003 – fúze s AFK Podolí ⇒ AFK Slavoj Podolí
- 2003 – zánik (samostatného názvu)

### Úspěchy
- Mistrovství Českého svazu fotbalového 1922, Středočeská župa (9. místo)
- Účast v 1. lize: 1925, 1925/26 (4. místo), 1927
- Účast ve 2. lize: 2. asociační liga 1929/1930 až 2. asociační liga 1933/1934 (3. místo)
- Účast ve Středočeské divizi 1934/35 (2. místo) až 1942/43
- Krajský přebor – ÚNV Praha 1952 (6. místo)
- 2. československá fotbalová liga 1963/1964 (10. místo)

## Známí hráči
- Václav Baštýř
- Jan Březina
- Josef Crha
- Jan Jansa (17 vstřelených branek za Nuselský SK v Československé lize v ročníku 1925/26)
- Václav Jíra (odchovanec klubu), trenér národního mužstva Československa
- Jaromír Kocourek (13 vstřelených branek za Nuselský SK v Československé lize v ročníku 1925/26)
- Josef Mika
- Oldřich Pečenka
- Bohumil Ruml (7 vstřelených branek za Nuselský SK v Československé lize v ročníku 1925/26)
- Ladislav Veselský
- Jaroslav Srba (10 vstřelených branek za Nuselský SK v Československé lize v ročníku 1925/26)
- Jan Švarc
- Václav Wolf

## Umístění v jednotlivých sezonách
Zdroj: 
Legenda: Z - zápasy, V - výhry, R - remízy, P - porážky, VG - vstřelené góly, OG - obdržené góly, +/- - rozdíl skóre, B - body, červené podbarvení - sestup, zelené podbarvení - postup, fialové podbarvení - reorganizace, změna skupiny či soutěže
| Československo (1925 – 1993) |                                         |        |    |    |   |    |    |    |     |    |        |
| Sezóny                       | Liga                                    | Úroveň | Z  | V  | R | P  | VG | OG | +/- | B  | Pozice |
| 1925                         | Asociační liga                          | 1      | 9  | 2  | 1 | 6  | 16 | 30 | -14 | 5  | 9.     |
| 1925/26                      | Středočeská 1. liga                     | 1      | 22 | 12 | 3 | 7  | 61 | 49 | +12 | 27 | 4.     |
| 1927                         | Kvalifikační soutěž Středočeské 1. ligy | 1      | 7  | 1  | 2 | 4  | 14 | 22 | -8  | 4  | 7.     |
| ...                          |                                         |        |    |    |   |    |    |    |     |    |        |
| 1929/30                      | 2. asociační liga                       | 2      | 14 | 4  | 4 | 6  | 33 | 39 | -6  | 12 | 6.     |
| 1930/31                      | 2. asociační liga                       | 2      | 14 | 6  | 1 | 7  | 42 | 44 | -2  | 13 | 5.     |
| 1931/32                      | 2. asociační liga                       | 2      | 16 | 4  | 3 | 9  | 35 | 42 | -7  | 11 | 7.     |
| 1932/33                      | 2. asociační liga                       | 2      | 18 | 10 | 3 | 5  | 41 | 32 | +9  | 23 | 3.     |
| 1933/34                      | 2. asociační liga                       | 2      | 18 | 10 | 3 | 5  | 46 | 32 | +14 | 23 | 3.     |
| ...                          |                                         |        |    |    |   |    |    |    |     |    |        |
| Česko (1993 – 1996)          |                                         |        |    |    |   |    |    |    |     |    |        |
| Sezóny                       | Liga                                    | Úroveň | Z  | V  | R | P  | VG | OG | +/- | B  | Pozice |
| 1993/94                      | Pražská I. B třída – sk. B              | 7      | 26 | 17 | 3 | 6  | 66 | 33 | +33 | 37 | 2.     |
| 1994/95                      | Pražská I. B třída – sk. B              | 7      | 26 | 12 | 7 | 7  | 51 | 31 | +20 | 43 | 3.     |
| 1995/96                      | Pražská I. B třída – sk. B              | 7      | 26 | 9  | 7 | 10 | 43 | 46 | -3  | 34 | 7.     |